# 雲台山 (河南省)

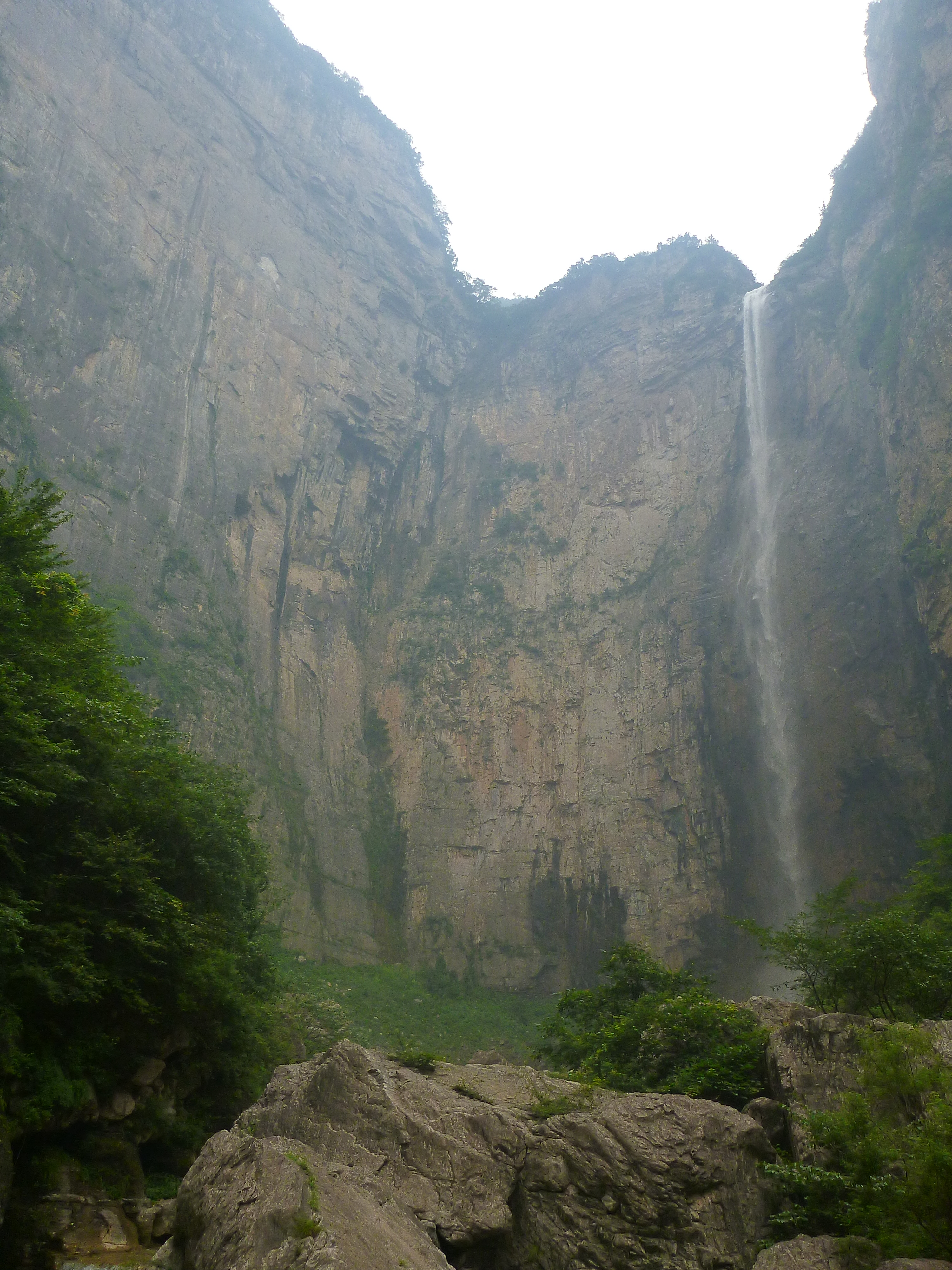
雲台天瀑

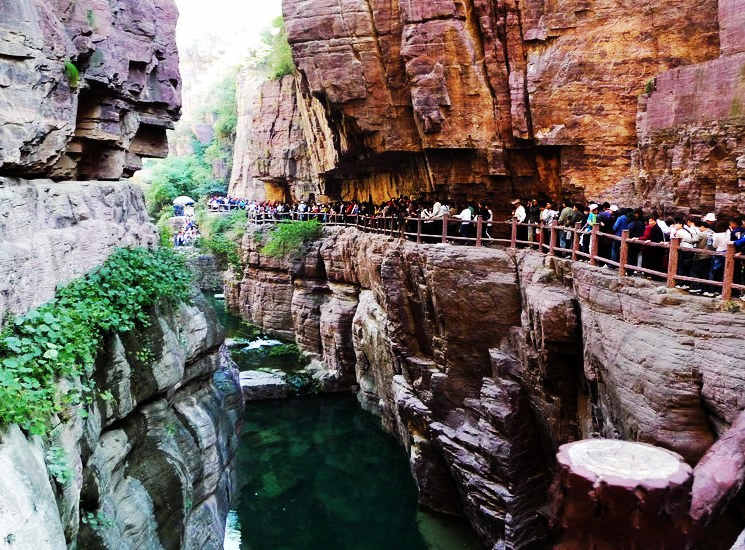
紅石峡

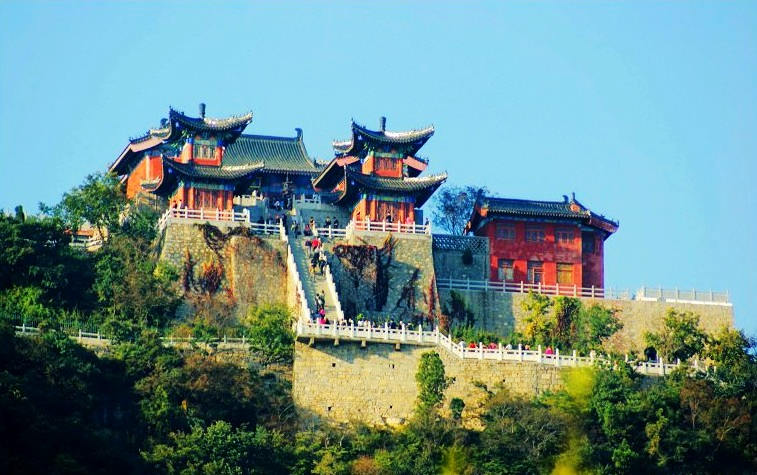
主峰・茱萸峰山頂の建築

雲台山（うんだいさん）は河南省焦作市修武県にある太行山脈の山である。山が高く霧が立ち込めていることから、この名前がついたという。雲台山は、中華人民共和国国家級風景名勝区（1994年認定）、中国の5A級観光地（2007年認定）、国家地質公園に指定された名勝地である。また、世界ジオパークにも指定されている。

## 地質と地形
雲台山では、25億年前ごろの太古代の基盤変成岩（片麻岩）が一部に露出し、またカンブリア紀の地層が広くに見られる。カンブリア紀の地層は385〜589mの厚みがあり、それぞれの年代の地層が比較的に断絶することなく揃っている。炭酸塩岩や砂頁岩などが見られる。三葉虫や藍藻類の化石を含む層もある。
雲台山の独特な地形は、2300万年まえごろ、ヒマラヤ造山運動の影響による急激な隆起を受けたためにできた。この隆起により、深い河谷が刻まれた。

## おもな景勝地
紅石峡・青竜峡といった名勝地がある。雲台天瀑は、断層運動によって生じたもので、314mの高さがある。

## 歴史
魏の時代の竹林の七賢の会合地のひとつとして、また、漢の献帝の墓陵の所在地としても有名である。